# Dalibor Pták
Dalibor Pták (31. prosince 1894 Brno – 21. února 1960 Česká Kamenice) byl český divadelní herec, zpěvák, imitátor, skladatel a klavírista.

## Život a dílo
Pokřtěn byl František Dalibor. Pocházel ze staré herecké rodiny. Jeho matkou byla herečka Marie Ptáková, otcem operní pěvec Bohumil Pták.
Začínal jako partner Vlasty Buriana. Mezi nejznámější skeče této dvojice patří Italská opera z roku 1914. V pozdějších letech vedle Burianovy rostoucí slávy spíše ustupoval do pozadí. Po druhé světové válce žil v zapomenutí a chudobě. Na podzim roku 1945 začal vyučovat hru na klavír na zámku v Horní Polici a s Josefem Hajšlem hráli loutkové divadlo. V roce 1947 se přestěhoval již s manželkou do sousedního Žandova a stal se zde hlavní kulturní osobností. Pozůstatky loutkových her na půdě bývalého žandovského divadélka pamatují jeho éru. V roce 1949 se odstěhoval.
Je pochován na hřbitově v Srbské Kamenici.

## Filmografie
- Funebrák (1932, klavírista na svatbě)
- Když Burian prášil / Baron Prášil (1940, lesník a klavírista)
- Přednosta stanice (1941, zpěvák)
- Tanečnice (1943, návštěvník vídeňské opery)